# Simion Bărnuțiu

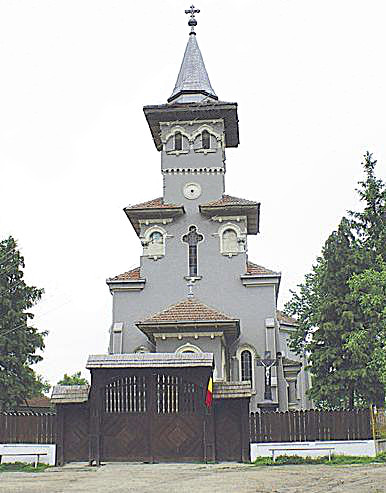
Bărnuțiu-mauzóleum, Oláhbaksa

Simion Bărnuţiu  (Oláhbaksa, 1808. július 21. – Almásszentmihály, 1864. május 28.) erdélyi származású román történész, akadémikus, filozófus, jogász, és liberális politikus, az 1848-as forradalom idején az erdélyi román nemzeti mozgalom legradikálisabb vezetője.

## Politikai szerepvállalása
Tárgyalni sem volt hajlandó Magyarország és Erdély uniójáról, addig, míg az erdélyi románságot államalkotó nemzetként el nem ismerik. Szerinte a nemzeti jogok kiharcolása előbbre való, mint a gazdasági-társadalmi átalakulás. Az 1848. március 25-i román proklamációban mindenekelőtt egy román nemzeti gyűlés összehívását és azt követelte, hogy a románság legyen Erdély negyedik törvényes nemzete, a jobbágyság töröltessék el. A kiáltvány így végződött: „Örökre átkozott legyen az a román, ki uniót mer kötni mindaddig, míg el nem lesz ismerve a román, mint politikai nemzet.”
1848. május 15-én a Balázsfalván tartott román nemzetgyűlésen az ő szelleme vált uralkodóvá, s egyik alelnökként a gyűlés főtárgyát is az ő beszéde alkotta. E beszéd szellemében fogalmazták meg a román nemzet politikai programját. A program lényege a 16. pontban van: „A román nemzet kéri, hogy az országban lakó többi nemzet a Magyarországgal való uniót ne vegye addig tárgyalás alá, míg a román nemzet is nem lesz alkotmányos nemzet, tanácskozó és határozó szavazattal az ország törvényhozásában, és ha az erdélyi országgyűlés nélküle mégis belebocsátkoznék az unió tárgyalásába, akkor a román nemzet ünnepélyesen tiltakozik ez ellen.”
Az ő nézetei alapján az erdélyi románság Béccsel kívánt összefogni. 1848/1849-ben az osztrák szövetségben bíztak és a császáriakat támogatták. A szeptember 16–28. közötti második balázsfalvi román gyűlés követelte a nemzetiségek egyenjogúságát kimondó osztrák alkotmány Erdélyre történő kiterjesztését, s elhatározta a román lakosság mozgósítását és felfegyverzését. Ez indította el Erdélyben, a sok áldozattal járó magyar–román polgárháborút.
Az erdélyi magyarság politikai vezetői az erdélyi románság jelentős szellemi fejlődéséről és érzelmi átalakulásáról csak az 1848/1849-ben bekövetkező események hatására vettek tudomást.

## Fordítás
- Ez a szócikk részben vagy egészben  a   Simion Bărnuţiu című angol Wikipédia-szócikk fordításán alapul.  Az eredeti cikk szerkesztőit annak laptörténete sorolja fel. Ez a jelzés csupán a megfogalmazás eredetét és a szerzői jogokat jelzi, nem szolgál a cikkben szereplő információk forrásmegjelöléseként.